# Wirtschaftsjournalismus
Als Wirtschaftsjournalismus wird die journalistische Beschäftigung mit wirtschaftlichen Themen verstanden. Schwerpunkte sind volkswirtschaftliche und wirtschaftspolitische Themen, die Entwicklung einzelner Branchen und neuer Technologien, Unternehmensberichterstattung und Börsenthemen. Wirtschaftsredaktionen sind häufig auch für verbraucherrelevante Themen zuständig.

## Geschichte

### Anfänge
Am Anfang der Pressegeschichte steht der Wirtschaftsjournalismus: Vorläufer der gedruckten Presse waren Kaufmannsbriefe wie die Fuggerzeitung, die Kaufleute mit Informationen versorgten.
In Krisenzeiten wie der Inflation zu Beginn des Dreißigjährigen Kriegs, der Kipper- und Wipperzeit, wuchs naturgemäß das Interesse an ökonomischen Themen.
Walter Hömberg schreibt in seinem Aufsatz Vom Fugger-Brief zur Börsen-Website. Die Geschichte des Wirtschaftsjournalismus, schon die frühesten gedruckten Wochenblätter hätten Wirtschaftsinformationen enthalten. Beispielhaft nennt der Autor hier den in Wolfenbüttel erschienenen Aviso aus dem Jahre 1609.
Obwohl ökonomische Fragen von Beginn an in den Zeitungen beachtet worden seien, wären sie doch zunächst nur eine „Randerscheinung“ gewesen. Dies habe zum einen daran gelegen, dass in den frühen Periodika der Bereich der Politik dominiert habe, zum anderen aber auch an der Situation der Wirtschaft selbst. Der Austausch von Gütern sei vorwiegend auf lokaler Ebene erfolgt, die Beteiligten hätten sich in persönlichem Kontakt darüber verständigen können. Erst mit der schrittweisen Ablösung konkreter öffentlicher Marktplätze durch abstrakte überregionale Märkte habe die medienvermittelte Kommunikation für breitere Bevölkerungskreise an Bedeutung gewonnen.

### 18. Jahrhundert
Als neue Medien im 18. Jahrhundert entstanden die staatlich gelenkten Intelligenzblätter. Dieser neue Pressetyp habe nicht nur Nachrichten über Handel, Verkehr, Wechselkurse, Gewerbe und Landwirtschaft enthalten, sondern sei auch das Medium gewesen, in dem amtliche Bekanntmachungen und sämtliche Inserate veröffentlicht werden mussten, so Hömberg.

### 19. Jahrhundert
Hömberg: „Seit Beginn des vergangenen Jahrhunderts (Anmerkung: 20. Jh.) ist die Wirtschaftsberichterstattung bei den meisten Zeitungen mehr oder weniger etabliert. Die überregional verbreiteten Blätter und die großen regionalen Abonnementszeitungen enthielten einen eigenen Handelsteil, der sich auch für allgemein ökonomische und wirtschaftspolitische Themen öffnete.“

### 20. Jahrhundert
Mit dem Beginn der Industrialisierung begann der Aufschwung der Börsen und damit das Interesse eines breiteren Publikums an Wirtschaftsnachrichten, Analysen und Ratgebern in Geldangelegenheiten. Die ersten Börsenzeitungen wurden gegründet und Tageszeitungen führten ein Wirtschafts-Ressort ein. Wegen hoher Nachfrage nach Börseninformationen entstanden die ersten Nachrichtenagenturen.
Etabliert hat sich der Wirtschaftsjournalismus quer durch alle Massenmedien im 20. Jahrhundert. Ab den 1960er Jahren veröffentlichten Fernsehen (Magazine) und Zeitungen verbrauchernahe Wirtschaftsthemen. Der Börsenboom Ende der 90er Jahre, bei dem immer mehr Privatpersonen in Aktien und Devisen investierten, entwickelte sich auch zu einem Boom der Wirtschaftsmagazine und des Wirtschaftsjournalismus. Einige Wirtschaftsmagazine wurden gegründet; Wirtschaftszeitungen und Publikumszeitschriften erweiterten die Wirtschaftsressorts. Mit der Finanzkrise ab 2007 erlebt der Wirtschaftsjournalismus einen weiteren Boom.
Je stärker der Anteil der wirtschaftlichen Aspekte in der Politik sei – etwa Arbeitslosigkeit, EU-Binnenmarkt usw., desto größer würden die Anteile, die Wirtschaftsthemen am Umfang der Medien, etwa der Zeitungen, hätten und umso höher müsse auch der Anspruch an die Qualität des Journalismus sein. „Alles was letztes Jahr Politik war, war Wirtschaftspolitik“ erklärte ein Journalist eines Wirtschaftsmagazins in den 90er Jahren.

### 21. Jahrhundert: nach der Bankenkrise
In ihrem Artikel Wirtschaftsjournalismus in der Krise: Ahnungslos, orientierungslos, überfordert schreiben Hans-Jürgen Arlt und Wolfgang Storz, dass die weltweite Krise des Finanzmarktes auch eine Krise des Wirtschaftsjournalismus ausgelöst habe.
Der tagesaktuelle deutsche Wirtschaftsjournalismus habe dem globalen Finanzmarkt gegenübergestanden „wie ein ergrauter Stadtarchivar dem ersten Computer – mit einer Mischung aus Ignoranz und Bewunderung, ohne Wissen, wie er funktioniere, ohne Ahnung von den folgenreichen Zusammenhängen, die sich aufbauen“ –, im Zweifel habe man sich der vorherrschenden Meinung angeschlossen. Der Wandel des Finanzmarktes vom Dienstleister der Realwirtschaft hin zu einer eigenständigen Branche mit hochspekulativen Entscheidungs- und Handlungskriterien werde vom tagesaktuellen Wirtschaftsjournalismus mindestens bis zum August 2007 in der Regel ohne Problembewusstsein begleitet und begrüßt: Die Informationen seien dürftig und die Orientierung irreführend.
Aus diesem Sachverhalt leiten die Autoren für den Wirtschaftsjournalismus die folgende Pflicht ab: Da die Finanz- und Bankenbranche Gesellschaft und Wirtschaft mit Kredit und Geld ein quasiöffentliches Gut zur Verfügung stelle, müsse diese Branche unter besonders aufmerksamer Beobachtung stehen.
„Der tagesaktuelle deutsche Wirtschaftsjournalismus hat als Beobachter, Berichterstatter und Kommentator des Finanzmarktes und der Finanzmarktpolitik bis zum offenen Ausbruch der globalen Finanzmarktkrise schlecht gearbeitet; Pfusch am Bau nennt man das im Handwerk. Dass im Mittelpunkt unserer Untersuchung Qualitätsmedien standen, weckt böse Ahnungen, wie die übrige aktuell arbeitende Medienlandschaft im Sachgebiet Finanzmarktpolitik ausgesehen haben mag.“
Arlt und Storz weisen auf die Notwendigkeit einer Debatte über die Produktionsbedingungen der veröffentlichten Meinung hin. Sie erkennen in dem Vorwurf an den Wirtschaftsjournalismus, dass dieser nicht oder unzureichend vor der Großen Spekulation gewarnt und es versäumt habe zu alarmieren, nicht nur eine „berechtigte Kritik“, sondern auch die „gesellschaftliche Suche“ nach einem „Sündenbock“. So überfordere es den Journalismus generell und den Wirtschaftsjournalismus erst recht, anstelle vieler anderer zuständiger gesellschaftlicher Einrichtungen (beispielsweise der Politik, der fachlich verantwortlichen Aufsichtsbehörden, der Wirtschaftsverbände, der Wirtschaftswissenschaften etc.) diese Warnfunktion wahrzunehmen. Krisen seien in der Gesellschaft eher die Regel und nicht mehr die Ausnahme.
Das Netzwerk Recherche befasst sich mit wichtigen medienpolitischen Fragen und spricht sich für einen kritischen Wirtschaftsjournalismus aus. In einem Diskussionsentwurf des Netzwerk Recherche e. V. zum kritischen Wirtschaftsjournalismus heißt es, dieser sei in der Tendenz unkritischer und affirmativer als die Berichterstattung in anderen Ressorts. In den Politik- und Kulturressorts gebe es eine höhere Pluralität von Meinungen, Analysen und Haltungen der Autoren. Der Wirtschaftsjournalismus bewege sich in einem schwierigen Quellenumfeld – anders als in Politik und Kultur sei der Markt der akademischen und wissenschaftlichen Positionen viel stärker auf einen Elitenkonsens in ökonomischen und wirtschaftspolitischen Fragen konzentriert. Der Wirtschaftsjournalismus, der bis in die späten 1990er Jahre besprochen und als „trocken“ und „leserfern“ kritisiert worden sei, sei in dieser Form kaum noch existent. Er sei mehrheitlich von einer Wirtschaftsberichterstattung abgelöst worden, die als Verbraucher-, Service- oder Nutzwertjournalismus charakterisiert werden könne. „Der Nutzwert- und Servicejournalismus wird so zum erwartbaren Mainstream – auch für Unternehmen.“ Auswege aus der „Falle des rein produktorientierten Wirtschaftsjournalismus“ gebe es nur, wenn man hinter den Produkten das wirtschaftliche Handeln der Unternehmen durchdringe. Dies sei jedoch nur möglich, wenn Journalisten „ihre Hausaufgaben machten, Zusammenhänge recherchierten, Interessenanalysierten und Bilanzen prüften.“ Kritisiert wird auch die stärker gewordene Medienbeachtung der Aktienkurse. Der Publizist Albrecht Müller meint: „Das Elend des Wirtschaftsjournalismus findet in der Börsenberichterstattung seine Vollendung.“

### Berufsfeld Wirtschaftsjournalismus
In seinem Artikel „Lärm im System. Wirtschaftsjournalismus in einer globalisierten Welt“ schreibt Dennis Murphy, wenn man Wirtschaftsjournalist werden wolle, müsse man sich die Frage stellen, welche Probleme heute im Wirtschaftsjournalismus im Vordergrund stünden und was der „Lärm“ in der Wirtschaft sei. Sei dieser „Lärm“ in einem System erst einmal erkannt, habe man zwei Möglichkeiten: Man könne diesen abstellen oder von ihm lernen. Wer im Wirtschaftsjournalismus tätig sein wolle, schreibt der Wirtschaftsjournalist Ulrich Viehöver, müsse eine Vorstellung von der Verlagsbranche besitzen, vor allem sollten die „Großen der Szene“ nicht übersehen werden. Vor allem die neuen Medien hätten das Berufsbild des Wirtschaftsjournalisten in den vergangenen Jahren grundlegend geändert. Den „einen“ Wirtschaftsjournalismus gebe es nicht mehr. Tatsächlich begegne uns heute der Beruf des Wirtschaftsjournalisten in vielen Facetten: In der Rolle des Generalisten, des Unternehmensreporters, des Finanzjournalisten, des Verbraucherjournalisten, des wirtschaftspolitischen Berichterstatters und eines Journalisten, der besondere Vermittlungskompetenzen beherrsche, schreibt Christoph Moss bezüglich des Berufsbildes „Wirtschaftsjournalist“.

### Thesen zur Zukunft des Wirtschaftsjournalismus
Die Zeitung werde nicht verschwinden, schreibt der Wirtschaftsjournalist Christoph Keese über Zukunft des Mediums, aber der Online-Sektor werde radikal wachsen – vor allem getrieben vom Werbegeschäft.
Zurzeit, so Keese, mache der Werbeanteil 25 Prozent bei der Zeitung und fünf Prozent beim Online-Geschäft aus. Letzteres verzeichne hohe Umsatzzuwächse, und dies werde sich auch so fortsetzen. Damit würden dort eine ganze Reihe neuer Arbeitsplätze entstehen. Für junge Journalisten, die gerade mit der Ausbildung fertig geworden seien, so Keese, biete es sich an, dort einzusteigen. Zugleich ließe sich aber beobachten, dass sich noch vor fünf Jahren die meisten namhaften Journalisten bei den Printmedien „zu Hause“ gefühlt hätten. Dies habe sich gewandelt: Es wechselten viele Journalisten zum Internet, um Weblogs zu schreiben. Künftig werde der Journalist über verschiedene Kanäle sein Thema präsentieren – in Tages- oder Wochenzeitungen, Online oder als Internet-Video.
Christoph Moss hingegen geht davon aus, dass es zu einer Zweiteilung auf dem Markt kommen werde: „Das Internet wird weiterhin stark an Bedeutung gewinnen bei Aktualität und Nutzwert. Dagegen werden Investigation, Hintergrund und Wissenschaft die Domäne der Printausgaben bleiben. Unterhaltende, boulevardeske Elemente werden sowohl in Print als auch in den Online-Medien vorzufinden sein.“
Die Spezialisierung im Wirtschaftsjournalismus werde, so Moss weiter, voranschreiten. Die Spezialisierung werde aber auch neue Formen der Arbeitsorganisation hervorrufen, etwa eine Weiterentwicklung des Modells von Reportern und Editoren. Und sie werde große inhaltliche Herausforderungen stellen an die Aus- und Weiterbildung der Journalisten. Dies sei eine Aufgabe, der sich die Verlage ebenso stellen müssen wie jeder einzelne Wirtschaftsjournalist. Moss’ Spezialisierungsthese wird unterstützt durch neue spezifische Ausbildungsangebote, wie etwa das Studium des wirtschaftspolitischen Journalismus an der TU Dortmund (seit Wintersemester 2013).

## Formen des Wirtschaftsjournalismus

### Wirtschaftszeitschriften
Wirtschafts-Zeitschriften bringen mindestens viermal jährlich und höchstens einmal wöchentlich Stoff über ökonomische Themen, für jedermann zugänglich. Sie gehören zur Gattung der Wirtschaftspresse, informieren über das jüngste Gegenwartgeschehen in der Wirtschaftsbranche (und -Politik), sind Finanzratgeber (Lesermerkt). Sie bieten den werbetreibenden Unternehmen die Möglichkeit der Anzeigenschaltung, um ihre Produkte und Dienstleistungen zu bewerben (Anzeigenmarkt).

### Wirtschaftsmagazine
Wirtschaftsmagazine werden aufgrund ihrer Gestaltung und ihrer Zielgruppe zu den Publikumszeitschriften gezählt. Sie sind Teil des Wirtschaftsjournalismus im weiteren Sinn.

#### Wirtschaftsmagazine mit den höchsten verkauften Auflagen in Deutschland
- Stiftung Warentest Finanzen, 201.000 Exemplare[12]
- Capital, 106.341 Exemplare
- Manager Magazin, 88.793 Exemplare
- Focus Money, 88.596 Exemplare
- WirtschaftsWoche, 90.733 Exemplare
- brand eins, 59.344 Exemplare
- Der Handel, 48.984 Exemplare

### Nachrichtenagenturen und Informationsdienste
Die Vereinigten Wirtschaftsdienste mit Sitz in Eschborn liefern Wirtschaftsinformationen an Medien und Unternehmen. Darüber hinaus analysieren sie die Ansprüche an ein Wirtschaftsmagazin und die Bedürfnisse der Leser an diese Art der Information.

## Journalistenpreise für Wirtschaftspublizistik (Auswahl)
- Ernst-Schneider-Preis
- Friedrich Vogel-Preise für Wirtschaftsjournalismus
- Georg von Holtzbrinck Preis für Wirtschaftspublizistik
- Helmut-Schmidt-Journalistenpreis
- Herbert Quandt Medien-Preis
- Ludwig-Erhard-Preis für Wirtschaftspublizistik
- Deutscher Wirtschaftsfilmpreis